# 颱風愛麗斯 (1961年)
颱風愛麗斯（英語：Typhoon Alice，國際編號：6103，聯合颱風警報中心：05W）為1961年太平洋颱風季第6個被命名的熱帶氣旋，亦是少數直接穿過皇家香港天文台總部並引致天文台需要懸掛十號風球的熱帶氣旋之一。愛麗斯於1961年5月16日生成，經過南海中、北部之後，再於5月19日在香港掠過，並給香港造成災害，兩日後進入東海及減弱消散。另外，由天文台發出一號至十號信號只經歷16小時35分鐘，是史上最短。天文台因愛麗斯吹襲而懸掛的十號風球歷時僅2小時30分，成為香港有紀錄以來引致天文台懸掛十號風球時數最短的熱帶氣旋，亦是唯一需於5月懸掛十號風球的熱帶氣旋，紀錄至今未破。根據實測風力，因為香港境內沒有錄得颶風，所以對於香港是一個不達標的十號風球，最接近香港時強度沒有颱風級數，只有強烈熱帶風暴級數。

## 發展過程
一個低壓區於5月13日橫過菲律賓南部，並於翌日進入南海。兩日後，該低壓區在南海中部，即在北緯14.5度，東經115度附近的海面增強為熱帶低氣壓，及轉向西北偏北移動。經多日的進一步增強，它於5月18日增強成颱風，被命名為愛麗斯。之後愛麗斯再轉向東北偏北移動，掠過南海北部，於5月19日在香港登陸，登陸後隨即在廣東東部轉向東北移動及減弱，兩日後從浙江省沿岸進入東海，及後逐漸消散。

## 影響

### 英屬香港

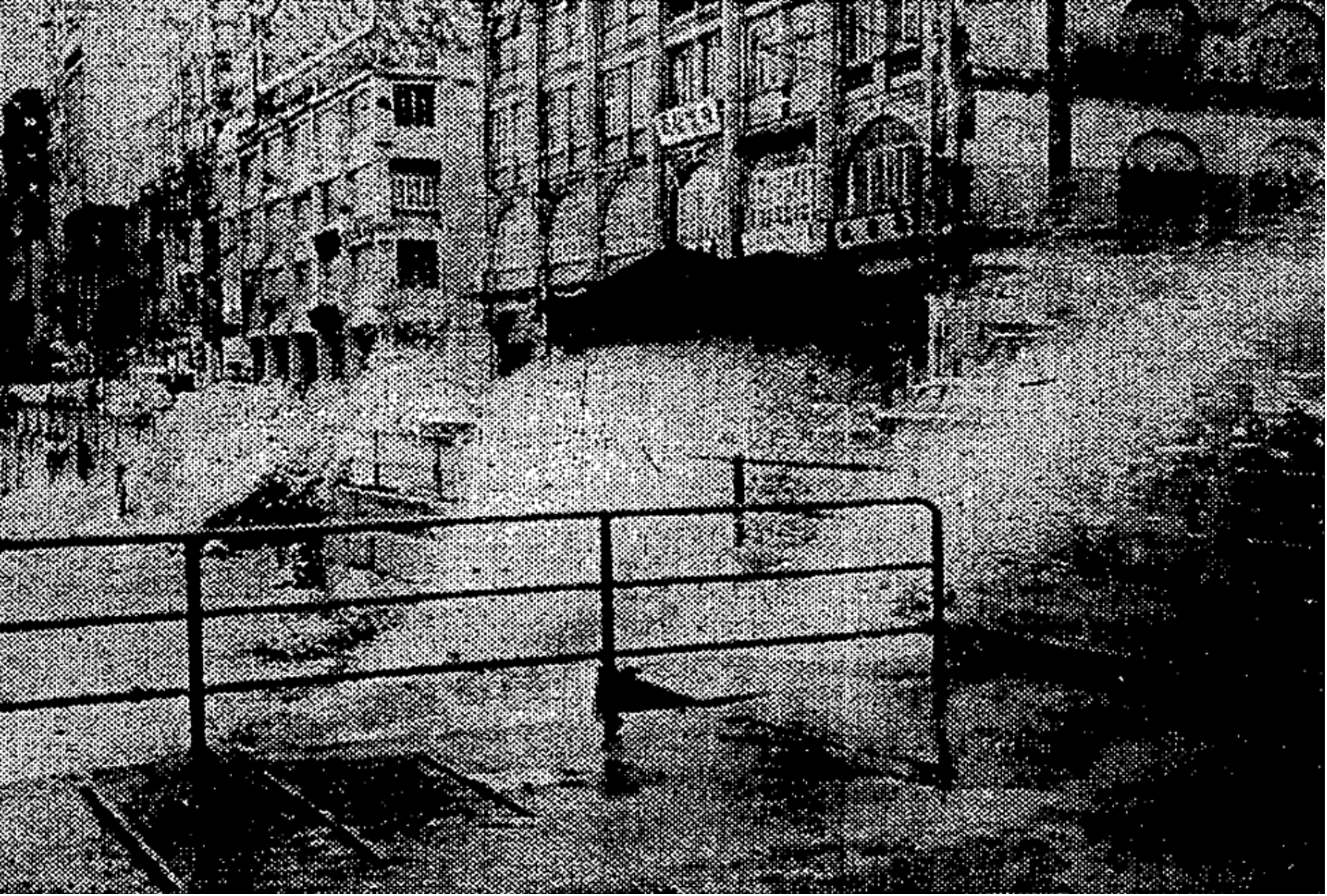
愛麗斯吹襲香港，中環統一碼頭附近大浪拍打岸邊。

- 當地懸掛之最高熱帶氣旋警告信號：  十號風球
- 最接近當地位置：風眼直接穿過天文台總部[4]

皇家香港天文台於5月18日夏令時間下午4時懸掛一號風球，當時愛麗斯正集結在香港以南約220英里（即約354公里），並以10節（即約每小時18.5公里）速度向北移動。同日下午6時40分，天文台改掛三號風球。隨著愛麗斯趨向香港，天文台於5月19日上午5時50分改掛七號風球，再在上午8時35分改掛九號風球。上午9時，天文台已經錄得69節（即約每小時128公里）的陣風。後來據雷達觀測，天文台預料愛麗斯的風眼將於下午1時左右穿過香港，因而決定在上午10時30分改掛十號風球，歷時2小時30分，成為香港二戰後有紀錄以來，引致天文台懸掛十號風球時數最短的熱帶氣旋。根據實測風力，因為香港境內沒有錄得颶風，所以對於香港是一個不達標的十號風球，最接近香港時強度沒有颱風級數，只有強烈熱帶風暴級數。
其中心在該日正午時分開始穿過港九市區和天文台總部，並錄得最低平均海平面氣壓為每小時981.8百帕斯卡。最初當地吹東風，和錄得約43節（即約每小時80公里）的最高持續風速及89節（即約每小時165公里）的最高陣風；在下午1時04分開始出現約16分鐘的風勢平靜。正當風眼經過時，天文台在下午1時改掛六號風球，表示轉吹西南烈風。在下午4時，天文台再次錄得約42節（即約每小時78公里）的持續風速及74節（即約每小時137公里）的陣風。隨著愛麗斯遠離香港，天文台於下午7時30分改掛三號風球，至翌日上午2時除下所有信號，懸掛總時間只有34小時。
據皇家香港天文台事後統計，共有五人在愛麗斯襲港期間死亡，20人受傷。 另有十艘船隻受損，包括一艘遠洋輪船及九艘漁船。在風暴下的市區也受影響，在九龍何文田的文華村尤為嚴重，該處最少有六間村屋倒塌。

### 葡屬澳門
- 當地懸掛之最高熱帶氣旋信號：  五號風球/  六號風球/  七號風球

愛麗斯在5月18日至19日期間最接近澳門。從澳門氣象台所提供的數據顯示，愛麗斯於5月19日趨向香港期間，澳門也開始吹強風，澳門氣象台於該日錄得的全日平均風速為每小時35公里，而平均海平面氣壓為995.7百帕斯卡。愛麗斯的環流亦為澳門帶來降雨，在5月17日至20日為澳門帶來55.8毫米的雨量。
以下是澳門氣象台所提供的數據（1961年5月17日－20日）：
| 日期    | 風向     | 整日平均風速 （公里／小時） | 平均海平面氣壓 （百帕斯卡） | 當日雨量 （毫米） |
| ------- | -------- | --------------------------- | --------------------------- | ----------------- |
| 5月17日 | 東南     | 16                          | 1007.0                      | 0.0               |
| 5月18日 | 東       | 13                          | 1004.8                      | 0.0               |
| 5月19日 | 西       | 35                          | 995.7                       | 20.0              |
| 5月20日 | 西南偏西 | 12                          | 1003.3                      | 35.8              |

### 中國大陸
愛麗斯登陸後曾吹襲中國大陸，為該區帶來暴雨，但對該區的影響則未見記載。

## 備註
1. ↑  以上換算後的數字是根據1節＝1.852公里每小時的原則，再作四捨五入而換算；但從現時天文台提供的官方版本，換算後的最高持續風速和最高陣風卻分別為每小時83公里和每小時166公里，數字略有出入。
2. ↑  從當日早上9時至翌日早上9時。

## 熱帶氣旋警告使用紀錄

### 英屬香港
| 皇家香港天文台 熱帶氣旋警告信號 | 皇家香港天文台 熱帶氣旋警告信號 | 皇家香港天文台 熱帶氣旋警告信號 |
| ------------------------------- | ------------------------------- | ------------------------------- |
| 上一熱帶氣旋                    | 一號風球                        | 下一熱帶氣旋                    |
| 颱風露娜                        | 一號風球                        | 熱帶風暴桃麗斯                  |
| 颱風吉蒂                        | 三號風球                        | 熱帶風暴桃麗斯                  |
| 颱風奧麗芙                      | 六號風球                        | 強烈熱帶風暴奧嘉                |
| 颱風奧麗芙                      | 七號風球                        | 超強颱風溫黛                    |
| 颱風瑪麗                        | 九號風球                        | 超強颱風溫黛                    |
| 颱風瑪麗                        | 十號風球                        | 超強颱風溫黛                    |

### 文獻
- 〈歷年天災的回顧〉（頁56－106） （页面存档备份，存于），《風雲可測 ── 香港天文台與社會的變遷》，何佩然著，香港天文台，2003年，ISBN 9622097014

## 外部連接
- （英文）https://web.archive.org/web/20090826230250/http://metocph.nmci.navy.mil/jtwc.php 聯合颱風警報中心首頁
- （繁體中文）http://www.cwb.gov.tw （页面存档备份，存于） 中央氣象局首頁
- （日語）http://www.jma.go.jp/jma/index.html （页面存档备份，存于） 日本氣象廳首頁
- （英文）http://www.pagasa.dost.gov.ph/ （页面存档备份，存于） 菲律賓大氣地球物理和天文管理局首頁
- （繁體中文）http://www.hko.gov.hk （页面存档备份，存于） 香港天文台首頁
- （繁體中文）http://www.smg.gov.mo （页面存档备份，存于） 澳門地球物理暨氣象局首頁